# Farang
Farang, es una serie de televisión sueca estrenada el 9 de marzo de 2017 en la cadena C More Entertainment.
La serie fue creada por Malin Lagerlöf y Stefan Thunberg, y ha contado con la participación invitada de los actores Claes Ljungmark, Henrik Norman, entre otros...

## Historia
La serie se centra en Rickard, un sueco que se ve obligado a huir a Tailandia donde comienza una carrera como criminal en las calles de Phuket bajo una nueva identidad, después de que criminales pusieran precio sobre su cabeza. En Suecia Rickard ha dejado a su familia, pero después de diez años cuando su hija de 15 años, Thryra viaja a Tailandia para encontrar a su papá, Rickard se encuentra entre un dilema, revelar su identidad y arriesgar su vida o abandonar nuevamente a su hija.

## Personajes

### Personajes principales
| Actor                   | Personaje | Ocupación | N.º de episodios | Duración        |
| ----------------------- | --------- | --------- | ---------------- | --------------- |
| Ola Rapace              | Rickard   | -         | 8                | 2017 - presente |
| Louise Nyvall           | Thyra     | -         | 8                | 2017 - presente |
| Yayaying Rhatha Phongam | Pranée    | Abogada   | 7                | 2017 - presente |

### Personajes recurrentes
| Actor                    | Personaje | Ocupación | N.º de episodios | Duración        |
| ------------------------ | --------- | --------- | ---------------- | --------------- |
| Sahajak Boonthanakit     | Prasert   | -         | 8                | 2017 - presente |
| Gerhard Hoberstorfer     | Birdie    | -         | 8                | 2017 - presente |
| Maethi Thapthimthong     | Pao       | -         | 7                | 2017 - presente |
| Sahatchai "Stop" Chumrum | Ben       | -         | 6                | 2017 - presente |
| Errah Seno               | "Flower"  | -         | 6                | 2017 - presente |
| Yothin Udomsanti         | Chin      | -         | 5                | 2017 - presente |
| Anna Bjelkerud           | Mariette  | -         | 4                | 2017 - presente |
| Ralph Carlsson           | "Top"     | -         | 4                | 2017 - presente |
| Wipawee Charoenpura      | Mah       | -         | 4                | 2017 - presente |
| Yngve Dahlberg           | Hansi     | -         | 4                | 2017 - presente |
| Philip Martin            | Armin     | -         | 4                | 2017 - presente |

### Antiguos personajes principales
| Actor            | Personaje | Ocupación | N.º de episodios | Duración | Estado |
| ---------------- | --------- | --------- | ---------------- | -------- | ------ |
| Jacques Karlberg | Fabian    | -         | 7                | 2017     | Muerto |

### Antiguos personajes recurrentes
| Actor           | Personaje  | Ocupación          | N.º de episodios | Duración | Estado |
| --------------- | ---------- | ------------------ | ---------------- | -------- | ------ |
| Claes Ljungmark | Lars Kovan | Enemigo de Rickard | 1                | 2017     | -      |

## Episodios
La primera temporada de la serie está conformada por 8 episodios.

## Producción
En 2016 la compañía "C More Entertainment" comenzó a rodar el nuevo thriller sueco en Tailandia, la serie creada por Malin Lagerlöf y Stefan Thunberg fue nombrada Farang que en tailandés significa Extranjero.
La serie contará con los directores Daniel di Grado y Erik Leijonborg, así como con los escritores Malin Lagerlöf, Stefan Thunberg, Veronica Zacco, Anders Sparring y Niklas Rockström.
La producción estará a cargo de la productora Anna Wallmark Avelin, con el apoyo de los productores ejecutivos Richard Burrell, Poa Strömberg y Henrik Widman, y la productora de línea Sofie Palage.
La música estará en manos de Jon Ekstrand, mientras que la cinematografía será realizada por Calle Persson y Erik Molberg Hansen, y la edición por Rasmus Gitz y Anders Nylander.
La serie contará con las compañías de producción "Dansu Productions" y "Eyeworks Sweden".